# 1854 v športu
1854 v športu.

## Bejzbol
- Knickerbockersi nekoliko spremenijo pravila v soglasju s kluboma Gothams in Eagles.
- Eaglesi dosežejo prvi zmagi, proti Knickerbockersom novembra, 21-4 in 22-21.

## Rugby union
- Ustanovljen Dublin University Football Club, najstarejši ragbijski klub

## Veslanje
- Regata Oxford-Cambridge - zmagovalec Oxford